# Комайск
Кома́йск — деревня в Докшицком районе Витебской области. Расположена в 10 км к востоку от города Докшицы. Входит в состав Докшицкого сельсовета.

## История
Известна с XVIII века в составе Речи Посполитой, когда была построена первая в деревне церковь (позже уничтожена). Во второй половине XIX—начале XX столетия входило в состав Тумиловичской волости Борисовского повета.

## Отдых и туризм
В Камайске в конце 2010 года достроен «Дом охотника и рыбака» на 11 мест (5 одноместных номеров «люкс» и 3 двухместных номера). Имеется баня, сауна, лодки и катамараны. Вокруг всего озера оборудованы рыболовные мостики. Около озера оборудованы вольеры для содержания диких животных.

## Памятники
В центре деревни памятник — скульптура памяти 42 землякам, погибшим в годы войны.

## Достопримечательности
Деревянная церковь — памятник XVIII столетия.
Возле деревни в лесу был обнаружен необычный камень. В нём имелось углубление в форме сердца.